# Pierre Berthezène
Pierre Berthezène, barone Berthezène (Vendargues, 24 marzo 1775 – Vendargues, 9 ottobre 1847), è stato un generale francese.

## Biografia

### L'inizio della carriera militare
I genitori di Pierre, Jacques Berthezène e Marguerite Causse, erano di origini modeste. Per lui essi scelsero la carriera ecclesiastica ed egli venne pertanto preparato accuratamente dal parroco del suo villaggio nativo per entrare poi nel seminario di Montpellier. Berthezène era ancora studente quando scoppiò la Rivoluzione francese. Il 15 settembre 1793 decise di entrare come volontario nel 5º battaglione di Hérault, amalgamato poi alla 7ª demi-brigade, che poi divenne il 10º fanteria di linea. Raggiunse il grado di sergente maggiore il 22 settembre di quello stesso anno. Nel suo stesso reggimento incontrò alcuni suoi compagni d'arme che poi divennero come lui famosi generali: Lannes e Victor.

### Le guerre rivoluzionarie
Aderì quindi all'armée des Pyrénées orientales, ma alcuni giorni dopo la schermaglia di Peyrestortes, la brigata ottenne il rinforzo dei corpi che stavano assediando Toulon. Durante gli scontri con gli inglesi, il giovane Berthezène riuscì a catturare un fucile inglese che tenne poi sempre con sé per il resto della sua carriera. Quest'atto di coraggio ad ogni modo gli valse la promozione a tenente il 1 messidoro dell'anno II.
La sua demi-brigade venne quindi sottoposta alla divisione di Garnier nell'armée d'Italie. Nel 1796 Berthezène, si distinse personalmente nella battaglia di Castiglione.
Nel 1798 divenne attaché allo staff del generale Grenier sotto il quale ebbe modo di distinguersi sino alla promozione a capitano. Nel 1799 fu aiutante di campo del generale Compans ed in quello stesso anno ottenne il comando di un battaglione della 72ª demi-brigade che comandò a Marengo, venendo ferito nel corso dello scontro.

### Le guerre napoleoniche
Dopo aver servito in Olanda ed in Hannover, Berthezène venne promosso colonnello nel 1807 ed ottenne il comando del 10º fanteria leggera. Per il suo servizio nel corso della Battaglia di Heilsberg venne nobilitato col titolo di barone. Dopo la Pace di Tilsitt Berthezène occupò l'isola di Rügen.
Quando iniziò la Guerra della Quinta Coalizione, Berthezène ed il suo reggimento si unirono alla divisione di Saint-Hilaire presso Ratisbona. Durante la Battaglia di Eckmühl Berthezène venne nuovamente ferito. Sotto il comando del maresciallo Lannes, Berthezène prese parte alla Battaglia di Essling.
Berthezène venne promosso generale di brigata il 6 agosto 1811. Nell'ottobre di quello stesso anno ottenne il comando di Walcheren e nel dicembre venne posto al comando dei granatieri della Guardia Imperiale coi quali servì nella Campagna di Russia col comando di tre reggimenti della Giovane Guardia. Durante la ritirata si distinse nella Battaglia della Beresina.
Nel 1813 ottenne il comando di parte della Vieil Guarde con la quale combatté nelle battaglie di Lützen e Bautzen. Il 4 agosto 1813 Berthezène venne promosso generale di divisione ed ottenne il comando della 44ª divisione sotto il maresciallo Gouvion Saint-Cyr sotto il quale prestò servizio a Dresda. Dopo la battaglia di Lipsia fece parte delle forze assediate a Dresda e capitolò l'11 novembre 1813. Tenuto prigioniero di guerra in Ungheria vi rimase per il resto della guerra.

### La prima restaurazione borbonica ed i cento giorni
Nel giugno del 1814 Berthezène venne rilasciato dalla prigione dopo che la Restaurazione borbonica lo aveva riaccolto nel servizio militare. Luigi XVIII gli concesse il 19 luglio la croce di cavaliere dell'Ordine militare di San Luigi ed il 18 dicembre lo rimise in servizio attivo e tale rimase sino a quando Napoleone non sbarcò a Golfe-Juan. Berthezène lo seguì nell'esperienza dei Cento Giorni.
Il 29 marzo, Napoleone lo incaricò di presiedere la commissione incaricata di porre a mezza paga gli ufficiali ed il 7 giugno ottenne il comando dell'11ª divisione di fanteria. Combatté a Ligny il 16 giugno, dove il suo cavallo gli venne ucciso sotto la sella, e dopo che Habert venne pesantemente ferito nella Wavre prese il comando della sua divisione. Riuscì a respingere con le sue forze otto battaglioni prussiani dalle alture di Bierges. Il 20 giugno, Dominique Vandamme lo pose al comando di ulteriori due divisioni e lo pregò di resistere per dar tempo al maresciallo Grouchy di prendere posizione a Dinant. Questo fatto portò ad uno scontro tra le mura di Namur dove Berthezène si trovò nuovamente col cavallo ucciso sotto la sella.
Berthezène venne inviato quindi al 3º corpo d'armata, ma l'armistizio lo costrinse a ritornare alla sua divisione. Dopo la seconda abdicazione di Napoleone, comandò la retroguardia in Loira sino alla sua dimissione.

### La seconda restaurazione borbonica
Dopo il suo licenziamento, il generale si recò a Parigi. Il generale Despinois, comandante di Parigi, lo convocò presso di lui come suo capo dello staff e che era desiderato dal ministro della guerra (il duca di Feltre). Il generale si recò al ministero dove ottenne il permesso dal 16 settembre di ritirarsi nella propria residenza, ottenendo il 9 dicembre di ritirarsi in Belgio. Dopo una serie di mesi in esilio gli venne permesso di tornare in Francia e venne posto in servizio non attivo il 18 aprile 1816. Nel 1818 venne nominato ispettore generale della fanteria dal maresciallo Gouvion Saint-Cyr. Nel 1820 venne posto nuovamente in servizio attivo.
Nominato membro della commissione per la fanteria nel gennaio del 1830, Berthezène ottenne il comando della 1ª divisione di fanteria per l'invasione francese dell'Algeria. Il 14 giugno 1830 Berthezène sbarcò le proprie truppe nei pressi della costa di Algeri ed attaccò prendendo con sé 16 pezzi d'artiglieria. Berthezène prese parte ai combattimenti nella città di Algeri.

### La monarchia di luglio
Dopo la Rivoluzione di luglio Berthezène fece ritorno in Francia a novembre. Nel febbraio del 1831 Berthezène rimpiazzò Bertrand Clausel come governatore militare dell'Algeria. Prese incarico il 21 marzo e prestò servizio sino alla fine di dicembre del 1831. Tornò in Francia nel gennaio del 1832 e venne creato Pari di Francia nell'ottobre di quello stesso anno. Alla Camera dei Pari, Berthezène figurò tra le file dei moderati, concentrando i propri sforzi sulla colonizzazione dell'Algeria.
All'inizio degli anni '40 entrò in disputa col maresciallo Gérard e col maresciallo Grouchy sulle azioni di quest'ultimo durante la campagna di Waterloo.
Pierre Berthezène morì a Vendargues il 9 ottobre 1847.

## Araldica
| Stemma | Descrizione                          | Blasonatura |
| \| \|  | Pierre Berthezène Barone dell'impero | Di nero al leone d'argento tenente una spada levata con la zampa destra ed uno scudo con la sinistra, quarto di barone militare sul tutto. Ornamenti esteriori da barone militare dell'impero napoleonico. |
|        |                                      | |